# Arbitrisme
L'arbitrisme (arbitrismo en espagnol) est un courant de pensée politique et économique qui s'est développé dans la monarchie espagnole, fondamentalement dans la Couronne de Castille, dans la dénommée École de Salamanque, durant la seconde moitié du XVIe siècle et au XVIIe siècle, et qui peut être considérée comme la première littérature économique à proprement parler, en grande partie précurseur du mercantilisme d'autres nations européennes, comme la France et l'Angleterre.

## Figures importantes
- Tomás de Mercado
- Luis Ortiz
- Martín González de Cellorigo
- Antonio Serra
- Sancho Moncada
- Pedro Fernández de Navarrete
- Luis Valle de la Cerda

## Source
- (es) Cet article est partiellement ou en totalité issu de l’article de Wikipédia en espagnol intitulé « Arbitrismo » (voir la liste des auteurs).